# 富小路通

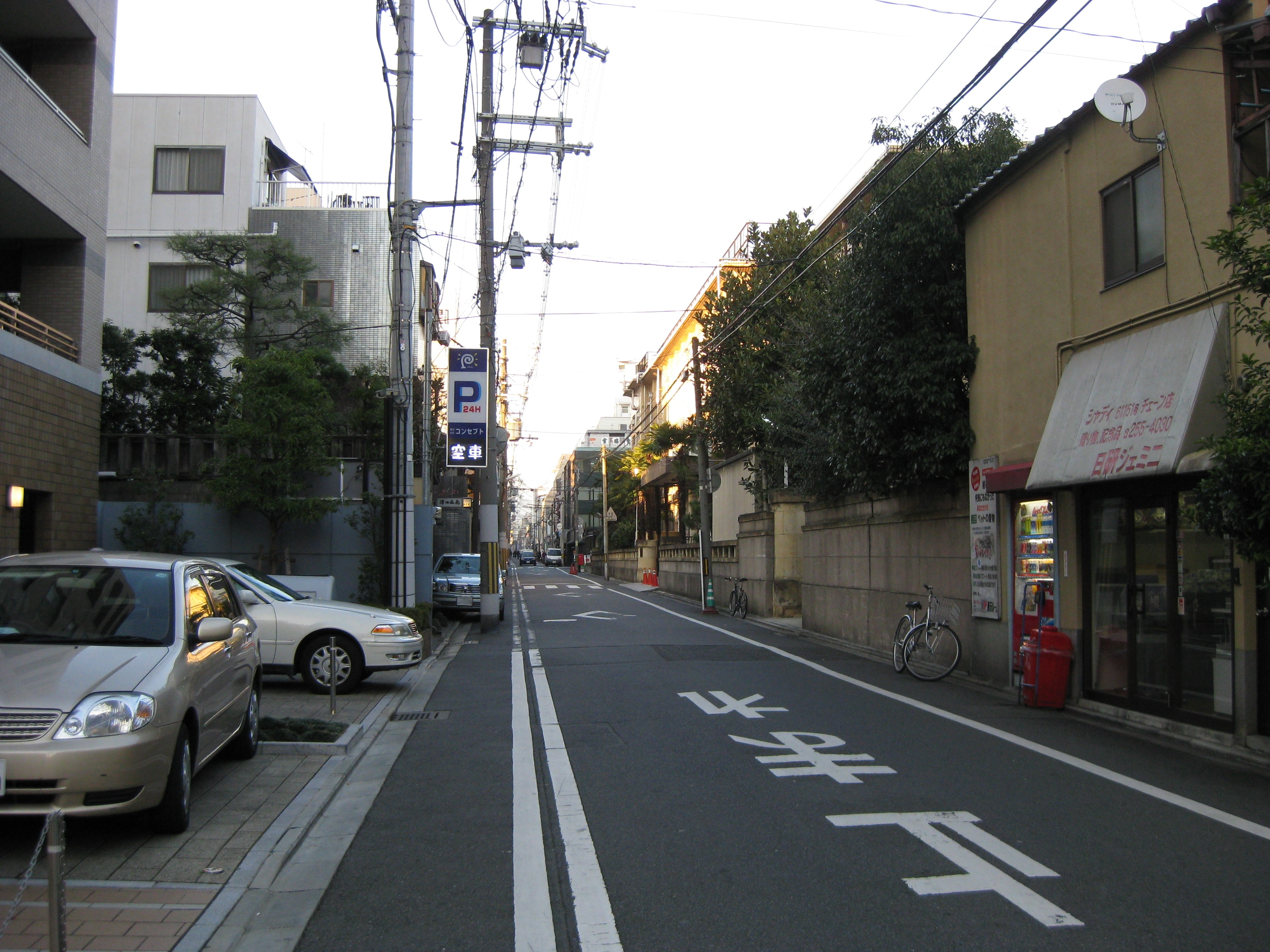
富小路通

富小路通（とみのこうじどおり）は、京都市内の南北の通りの一つ。北は丸太町通から南は渉成園の北の上珠数屋町通まで。
平安京には存在せず、豊臣秀吉による天正の地割で新設された通りである。平安京にも同名の富小路があるが、これは一本東の現在の麩屋町通である。なぜこのように名前が変わったか、理由は不明である。
当初、北は下立売通まであったが、18世紀初頭の宝永の大火後に御所域が拡大され、丸太町通までで閉塞してしまった。そのため通りの北端には京都御苑の入口「富小路口」がある。
五条通以南で通りはやや西に曲がっており、六条通以南は柳馬場通の延長とみなされる場合もある。この辺りは、往時の六条河原であり、また、秀吉の京都改造では、この現代の五条通以南にも、寺町通や寺之内通と同様に、寺院が集中して移転されたため、下寺町（しもでらまち）という別称も存在する。

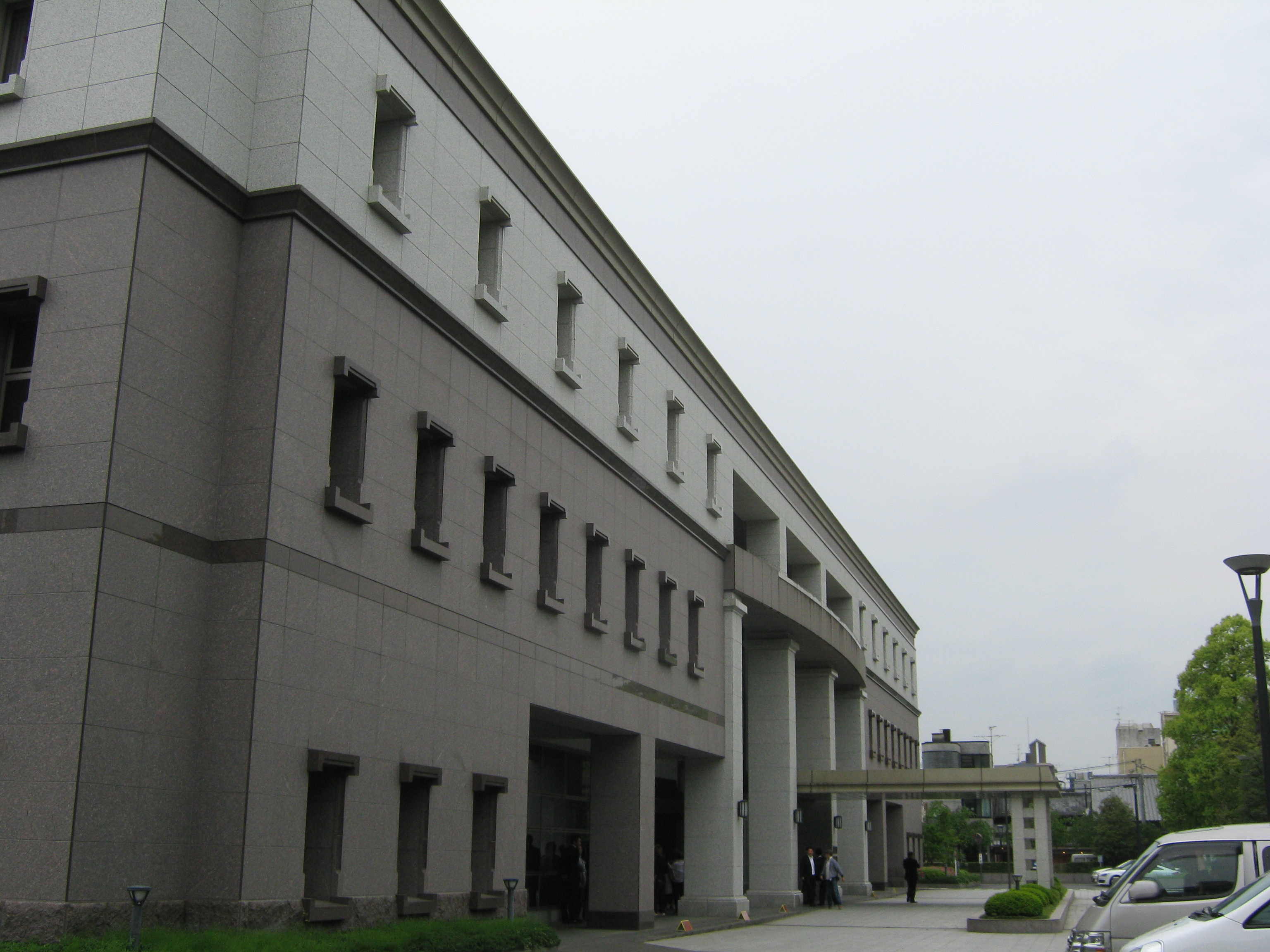
京都地裁、京都市中京区

## 主な沿道の施設
- 渉成園
- 長講堂
- 新善光寺
- 上徳寺
- 金光寺
- 市比売神社
- 日本キリスト教団京都教会
- 救世軍京都小隊（教会）
- 京都地方裁判所
- 錦市場